# Хермитова интерполација
У нумеричкој анализи, Хермитова интерполација, названа по француском математичару Шарл Ермиту је метод интерполације. Тако створен Хермитов полином је сличан Њутновом интерполационом полиному у томе што су оба настала од рачунања са подељеним разликама.
Међутим, за разлику од Њутнове интерполације, Хермитова одређује непознату функцију и за дату вредност и за дату вредност у првих m извода. То значи да n(m + 1) вредности 
{\displaystyle {\begin{matrix}(x_{0},y_{0}),&(x_{1},y_{1}),&\ldots ,&(x_{n-1},y_{n-1}),\\(x_{0},y_{0}'),&(x_{1},y_{1}'),&\ldots ,&(x_{n-1},y_{n-1}'),\\\vdots &\vdots &&\vdots \\(x_{0},y_{0}^{(m)}),&(x_{1},y_{1}^{(m)}),&\ldots ,&(x_{n-1},y_{n-1}^{(m)})\end{matrix}}}
морају бити познате, за разлику од првих n вредности потребне за Њутнову интерполацију. Добијени полином имати највећи могући степен n(m + 1) − 1, за разлику од Њутновог чији је највећи степен n − 1.

## Коришћење

### Тривијалан случај
Када користимо подељене разлике да израчунамо Хермитов полином функције f, први корак је да сваку тачку умножимо m пута. (Овде ћемо разматрати најједноставнији случај {\displaystyle m=1} за сваку тачку.) Тада ако нам је дато {\displaystyle n+1} тачака {\displaystyle x_{0},x_{1},x_{2},\ldots ,x_{n}} и вредности у тачкама {\displaystyle f(x_{0}),f(x_{1}),\ldots ,f(x_{n})} и {\displaystyle f'(x_{0}),f'(x_{1}),\ldots ,f'(x_{n})} за функцију коју желимо да интерполирамо, креирамо 
{\displaystyle z_{0},z_{1},\ldots ,z_{2n+1}}
тако да су
{\displaystyle z_{2i}=z_{2i+1}=x_{i}.}
Потом, правимо табелу подељених разлика за тачке {\displaystyle z_{0},z_{1},\ldots ,z_{2n+1}}. Мада за неке подељене разлике 
{\displaystyle z_{i}=z_{i+1}\implies f[z_{i},z_{i+1}]={\frac {f(z_{i+1})-f(z_{i})}{z_{i+1}-z_{i}}}={\frac {0}{0}}}
што није дефинисано!
У том случају, заменимо подељену разлику са {\displaystyle f'(z_{i})}.

### Општи случај
У општем случају, претпоставимо да је функција у тачки {\displaystyle x_{i}} k пута диференцијабилна. Онда {\displaystyle z_{0},z_{1},\ldots ,z_{N}} има k копија {\displaystyle x_{i}}. Када правимо табелу подељених разлика, разлике од {\displaystyle j=2,3,\ldots ,k} ће имати исте врености и оне се рачунају са 
{\displaystyle {\frac {f^{(j)}(x_{i})}{j!}}.}
На пример,
{\displaystyle f[x_{i},x_{i},x_{i}]={\frac {f''(x_{i})}{2}}}
{\displaystyle f[x_{i},x_{i},x_{i},x_{i}]={\frac {f^{(3)}(x_{i})}{6}}}
итд.

### Пример
Нека је функција {\displaystyle f(x)=x^{8}+1}. Са вредностима ове функције и њена прва два извода у {\displaystyle x\in \{-1,0,1\}}, добијамо 
| x  | ƒ(x) | ƒ'(x) | ƒ''(x) |
| −1 | 2    | −8    | 56     |
| 0  | 1    | 0     | 0      |
| 1  | 2    | 8     | 56     |
Пошто имамо информације из прва два извода, можемо направити скуп {\displaystyle \{z_{i}\}=\{-1,-1,-1,0,0,0,1,1,1\}}. Наша табела подељених разлика је онда 
{\displaystyle {\begin{matrix}z_{0}=-1&f[z_{0}]=2&&&&&&&&\\&&{\frac {f'(z_{0})}{1}}=-8&&&&&&&\\z_{1}=-1&f[z_{1}]=2&&{\frac {f''(z_{1})}{2}}=28&&&&&&\\&&{\frac {f'(z_{1})}{1}}=-8&&f[z_{3},z_{2},z_{1},z_{0}]=-21&&&&&\\z_{2}=-1&f[z_{2}]=2&&f[z_{3},z_{2},z_{1}]=7&&15&&&&\\&&f[z_{3},z_{2}]=-1&&f[z_{4},z_{3},z_{2},z_{1}]=-6&&-10&&&\\z_{3}=0&f[z_{3}]=1&&f[z_{4},z_{3},z_{2}]=1&&5&&4&&\\&&{\frac {f'(z_{3})}{1}}=0&&f[z_{5},z_{4},z_{3},z_{2}]=-1&&-2&&-1&\\z_{4}=0&f[z_{4}]=1&&{\frac {f''(z_{4})}{2}}=0&&1&&2&&1\\&&{\frac {f'(z_{4})}{1}}=0&&f[z_{6},z_{5},z_{4},z_{3}]=1&&2&&1&\\z_{5}=0&f[z_{5}]=1&&f[z_{6},z_{5},z_{4}]=1&&5&&4&&\\&&f[z_{6},z_{5}]=1&&f[z_{7},z_{6},z_{5},z_{4}]=6&&10&&&\\z_{6}=1&f[z_{6}]=2&&f[z_{7},z_{6},z_{5}]=7&&15&&&&\\&&{\frac {f'(z_{7})}{1}}=8&&f[z_{8},z_{7},z_{6},z_{5}]=21&&&&&\\z_{7}=1&f[z_{7}]=2&&{\frac {f''(z_{7})}{2}}=28&&&&&&\\&&{\frac {f'(z_{8})}{1}}=8&&&&&&&\\z_{8}=1&f[z_{8}]=2&&&&&&&&\\\end{matrix}}}
и полином изгледа
{\displaystyle {\begin{aligned}P(x)&=2-8(x+1)+28(x+1)^{2}-21(x+1)^{3}+15x(x+1)^{3}-10x^{2}(x+1)^{3}\\&\quad {}+4x^{3}(x+1)^{3}-1x^{3}(x+1)^{3}(x-1)+x^{3}(x+1)^{3}(x-1)^{2}\\&=2-8+28-21-8x+56x-63x+15x+28x^{2}-63x^{2}+45x^{2}-10x^{2}-21x^{3}\\&\quad {}+45x^{3}-30x^{3}+4x^{3}+x^{3}+x^{3}+15x^{4}-30x^{4}+12x^{4}+2x^{4}+x^{4}\\&\quad {}-10x^{5}+12x^{5}-2x^{5}+4x^{5}-2x^{5}-2x^{5}-x^{6}+x^{6}-x^{7}+x^{7}+x^{8}\\&=x^{8}+1.\end{aligned}}}
узимајући коефицијенте са дијагонале табеле подељених разлика и множећи k-ти коефицијент са {\displaystyle \prod _{i=0}^{k-1}(x-z_{i})}, као што бисмо радили и код Њутновог полинома.

## Грешка
Ако имамо полином H и функцију f, Код одређивања тачке {\displaystyle x\in [x_{0},x_{n}]} функција грешке је 
{\displaystyle f(x)-H(x)={\frac {f^{(K)}(c)}{K!}}\prod _{i}(x-x_{i})^{k_{i}}}
где је c непозната унутар интервала {\displaystyle [x_{0},x_{N}]}, K број тачака плус један и {\displaystyle k_{i}} број извода познат за сваки {\displaystyle x_{i}} плус један.